# Emilio Alonso Río
Emilio Alonso Río (Pedrosa de Río Úrbel, 6 de julio de 1948) es un entrenador de balonmano, profesor universitario y empresario español. Ha ejercido como seleccionador nacional y entrenador de diversos equipos de élite.

## Biografía

### Formación y primeros años
Nacido en Pedrosa de Río Úrbel (Burgos), Emilio Alonso Río obtuvo diferentes títulos en el ámbito deportivo y de la enseñanza. Completó las titulaciones de Maestro de Primera Enseñanza (1967), Profesor de Educación Física y Deportes (1972)  y la licenciatura de Educación Física (1983). En el ámbito del balonmano, se formó como Maestro en Deportes (1972) y como Entrenador Nacional de Balonmano (1972). Fue miembro de la Comisión Técnica de la Real Federación Española de Balonmano entre 1972 y 1976,  además de profesor en la Escuela Nacional de Árbitros en 1974 y lector de la Federación Europea de Balonmano.

### Carrera como entrenador
Emilio Alonso trabajó como entrenador en clubes y selecciones nacionales. Entrenó a equipos como el BM Granollers,  con el que logró dos títulos en la Liga catalana, y el Grupo Deportivo Teka,  con el que se consagró campeón de la Liga ASOBAL y obtuvo la Copa EHF y la Supercopa de España. Con el Balonmano Deportivo Castelldefels (Rancho Castelldefels) obtuvo el subcampeonato de la Liga División de Honor Femenina y el título de la primera edición de la Copa de la Reina en un mismo año,  siendo este último el único título que un conjunto catalán femenino conseguía lograr en competiciones de la máxima categoría estatal hasta ese momento.
A nivel internacional, fue seleccionador nacional absoluto masculino en varios periodos, destacando su participación en los Juegos Olímpicos de Moscú 1980, donde España obtuvo un diploma olímpico al alcanzar el quinto lugar. Un año anterior logró la medalla de oro en el Mundial B de 1979 (el primer título de la selección nacional española de balonmano), cuya final se disputó en Barcelona, asegurando la clasificación de España para dichos Juegos Olímpicos. Anteriormente, también dirigió a la Selección femenina de balonmano de España y al Equipo Nacional de Promesas (Juvenil).
En 1989, recibió la Insignia de Oro de la Real Federación Española de Balonmano y en 1993 la Medalla e Insignia de Oro al Mérito Deportivo del mismo organismo. En 1993, decidió retirarse de su carrera en la élite del balonmano nacional para centrarse en su faceta docente y empresarial. En el año 2002, fue galardonado con la Medalla de Oro de la Diputación Provincial de Burgos.

### Carrera académica
Paralelamente a su trayectoria deportiva, Emilio Alonso fue profesor en el Instituto Nacional de Educación Física de Barcelona (posterior Facultad de Ciencias de la Actividad Física y el Deporte de la Universidad de Barcelona) entre 1976 y 2014. Durante este periodo, también fue responsable de Deportes de la Escuela Profesional de Medicina de la Educación Física y del Deporte de esta universidad. Dictó materias como "Fundamentos del balonmano", "Maestría de balonmano", "Enseñanza del balonmano", "Aplicación específica en alto rendimiento en balonmano", "Fundamentos de táctica deportiva" y "Juegos aplicados a la Educación Física".
Es autor y traductor de varios libros, incluyendo Seréis campeones e Iniciación al Balonmano, además de artículos académicos y ponencias presentadas en congresos nacionales e internacionales.

## Trayectoria como entrenador

### Selecciones nacionales
| Período          | Cargo                                                                             | Selección                        | Partidos internacionales |
| ---------------- | --------------------------------------------------------------------------------- | -------------------------------- | ------------------------ |
| 1972-1976        | Primer entrenador de selecciones base y del Equipo Nacional de Promesas Masculino | Federación Española de Balonmano | 26                       |
| 1974-1975 y 1983 | Segundo entrenador en la Selección Nacional Absoluta Femenina                     | Federación Española de Balonmano | 15                       |
| 1977-1980        | Segundo entrenador en la Selección Nacional Absoluta Masculina                    | Federación Española de Balonmano | 54                       |
| 1980-1984 y 1989 | Primer entrenador en la Selección Nacional Absoluta Masculina                     | Federación Española de Balonmano | 80                       |

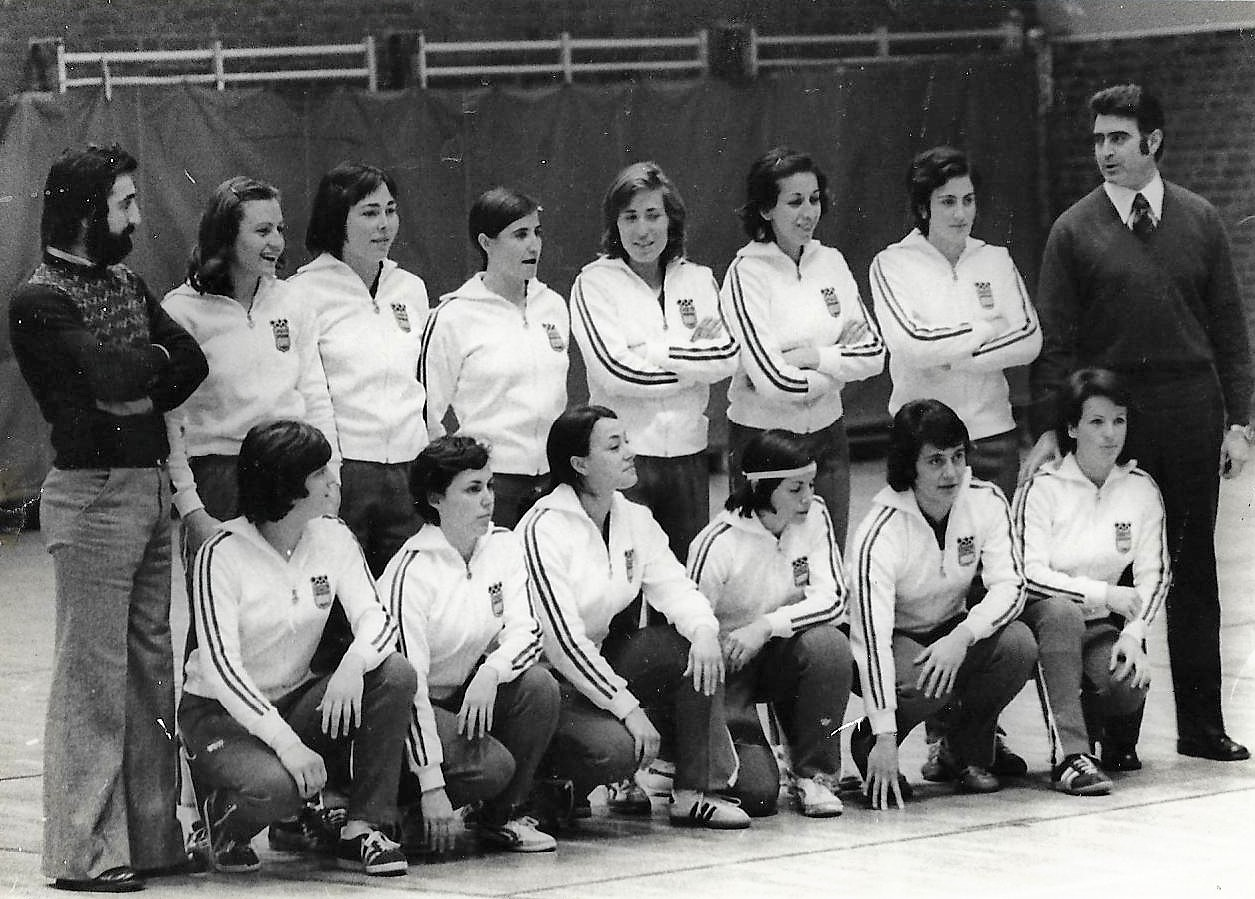
Selección Nacional Absoluta Femenina de Balonmano con José Antonio Roncero de primer entrenador.
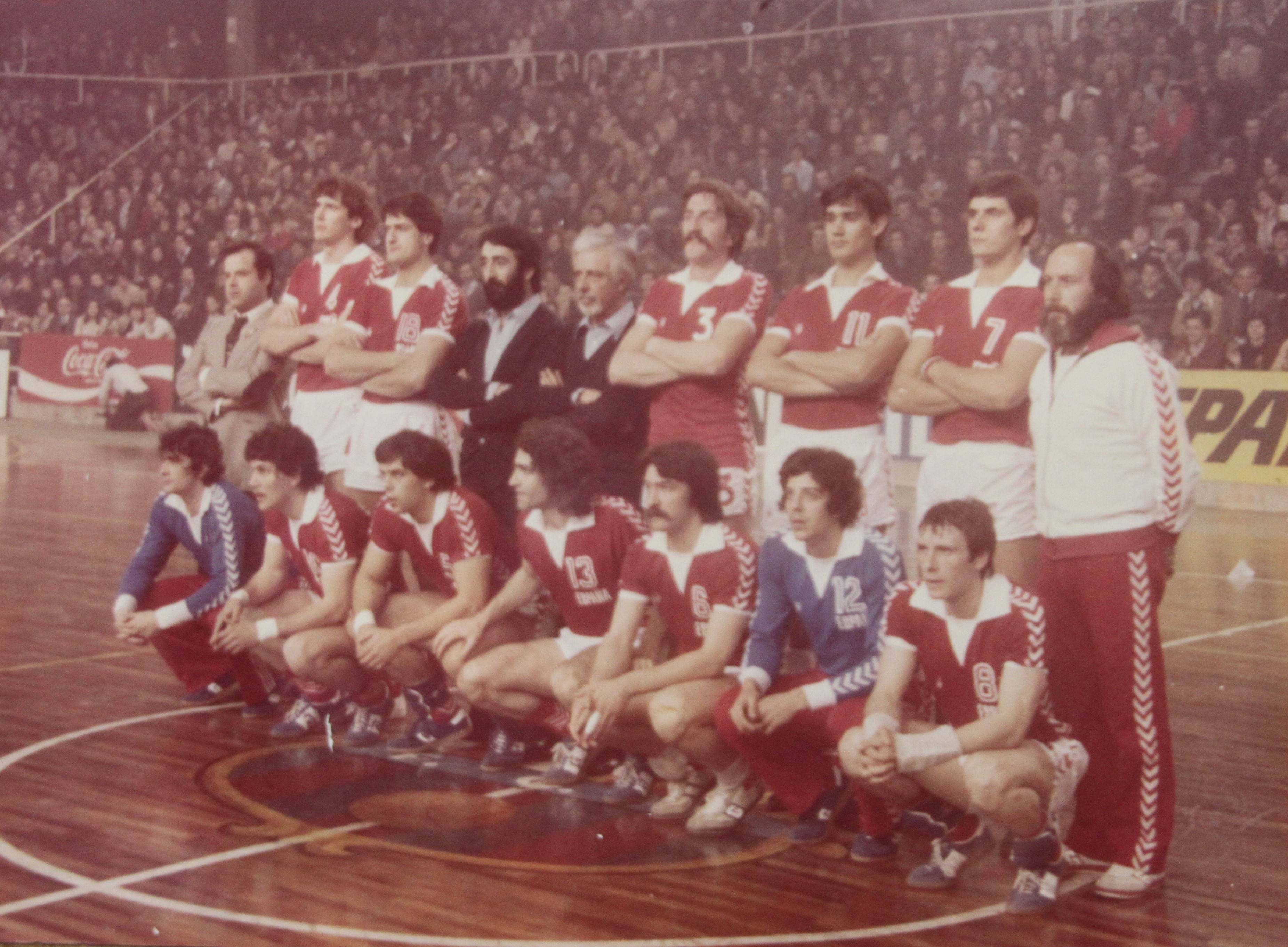
Selección Nacional Absoluta Masculina de Balonmano con Domingo Bárcenas de primer entrenador.
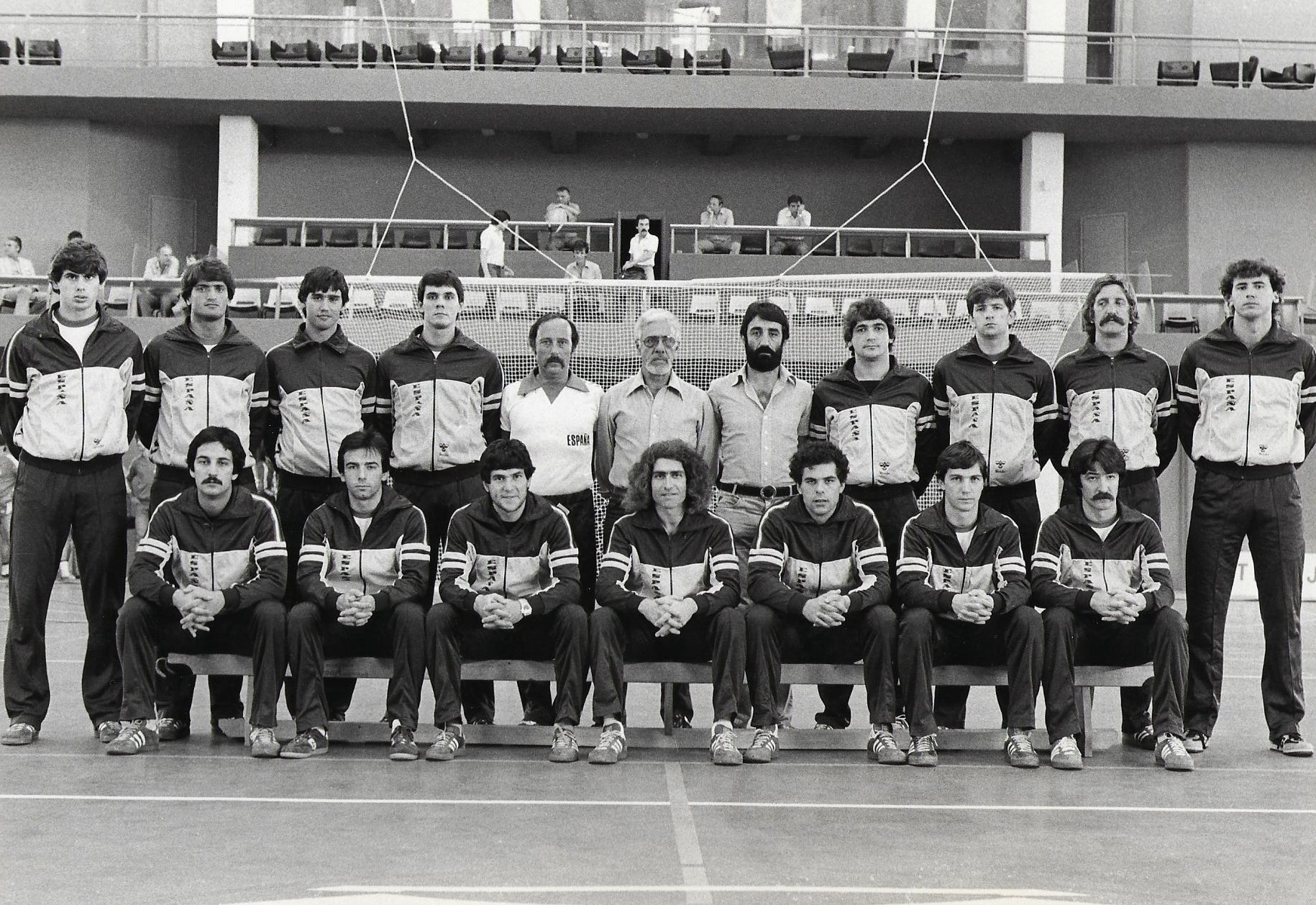
Selección Nacional Absoluta Masculina de Balonmano con Emilio Alonso Río de primer entrenador.

### Clubes
| Período   | Cargo              | Club                                  |
| --------- | ------------------ | ------------------------------------- |
| 1971-1972 | Primer entrenador  | Club Atlético Universitario Juvenil   |
| 1972-1973 | Segundo entrenador | Atlético de Madrid                    |
| 1973-1974 | Primer entrenador  | Club Deportivo Arlanza (Burgos)       |
| 1976-1977 | Primer entrenador  | Club Deportivo Martorell              |
| 1979-1980 | Primer entrenador  | Balonmano Deportivo Castelldefels     |
| 1984-1989 | Primer entrenador  | Club Balonmano Granollers             |
| 1991-1993 | Primer entrenador  | Grupo Deportivo Teka (Teka Santander) |

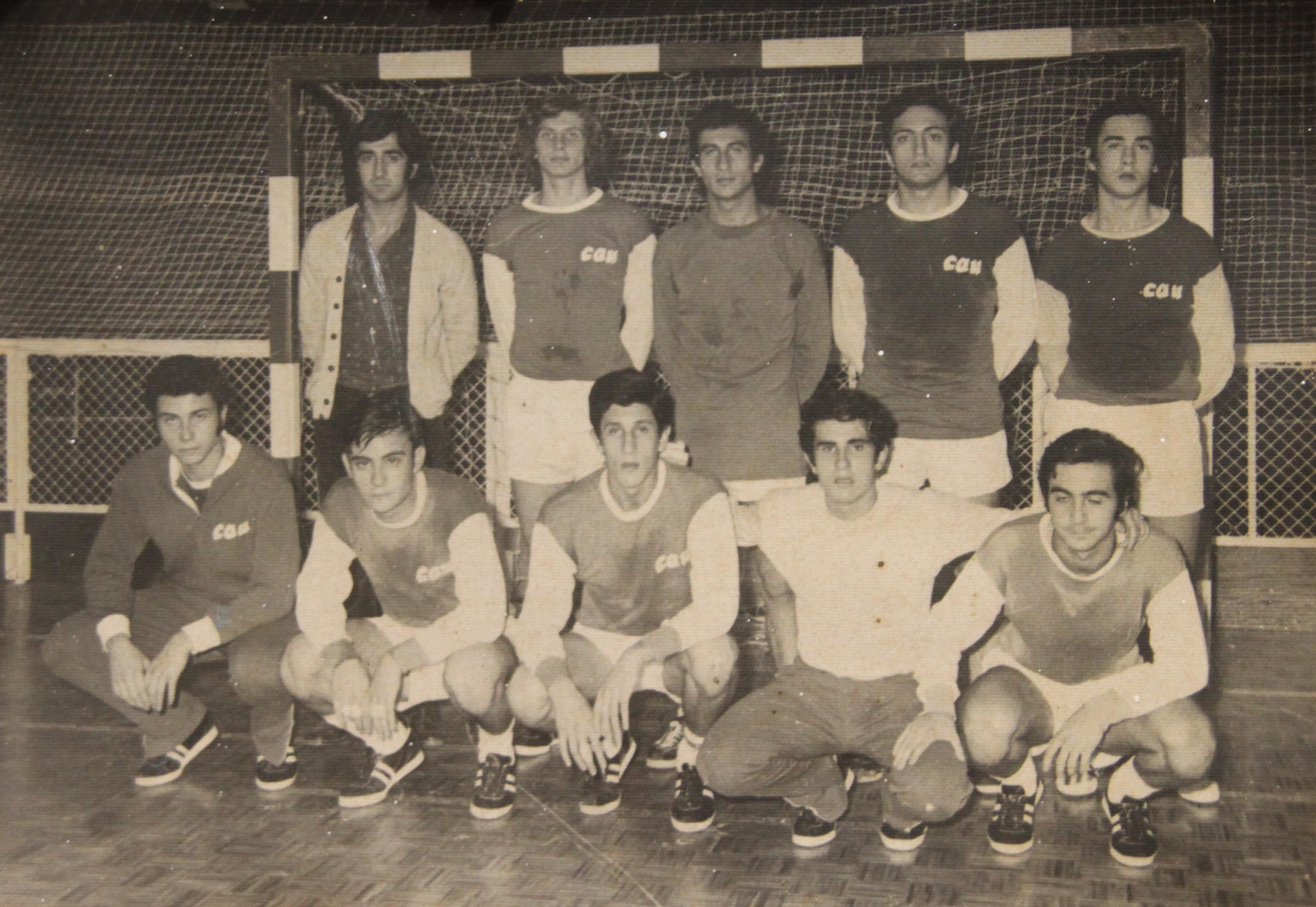
Club Atlético Universitario Juvenil (1971-1972).
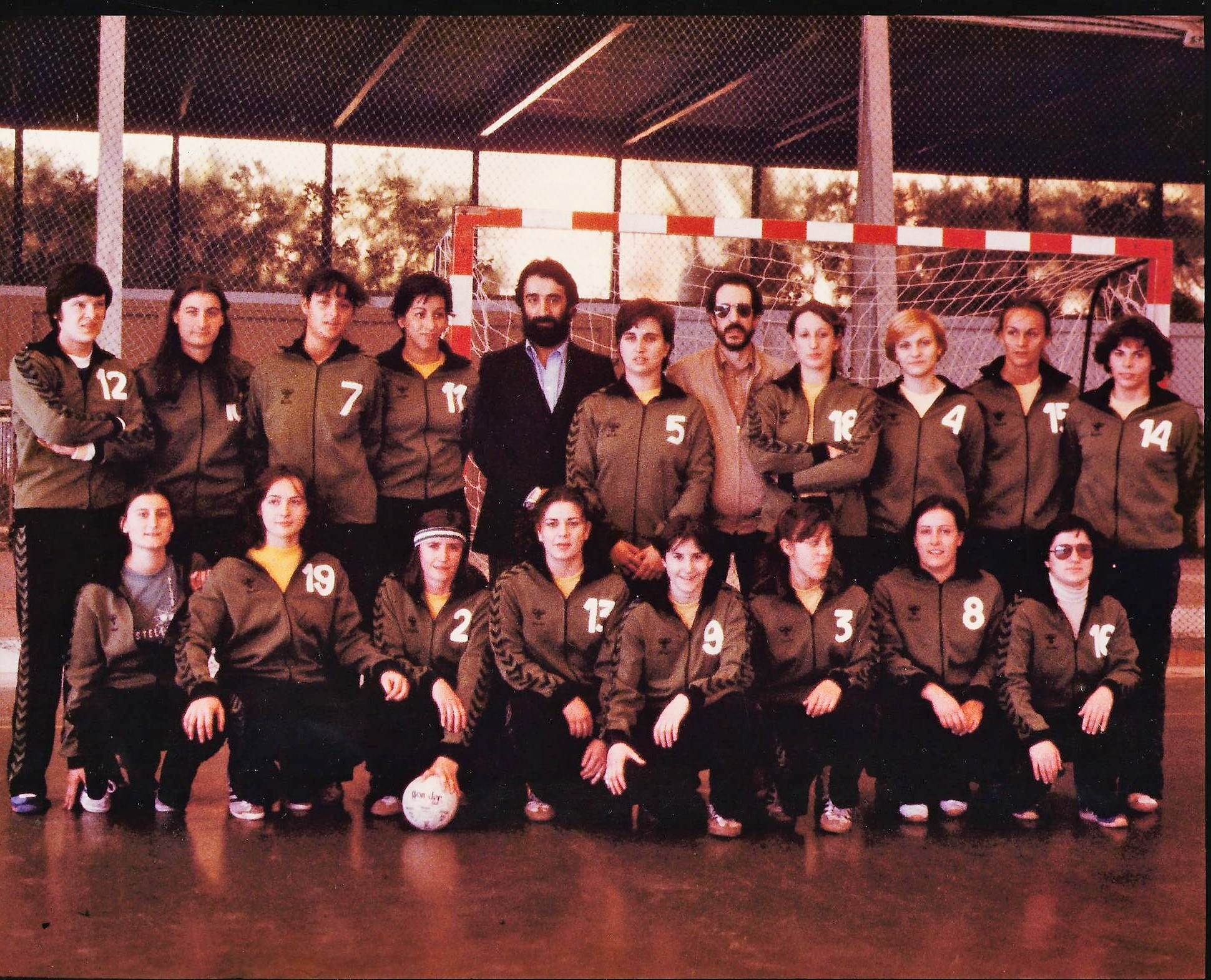
Club Balonmano Rancho Castelldefels (1979-1980). División de Honor Femenina.
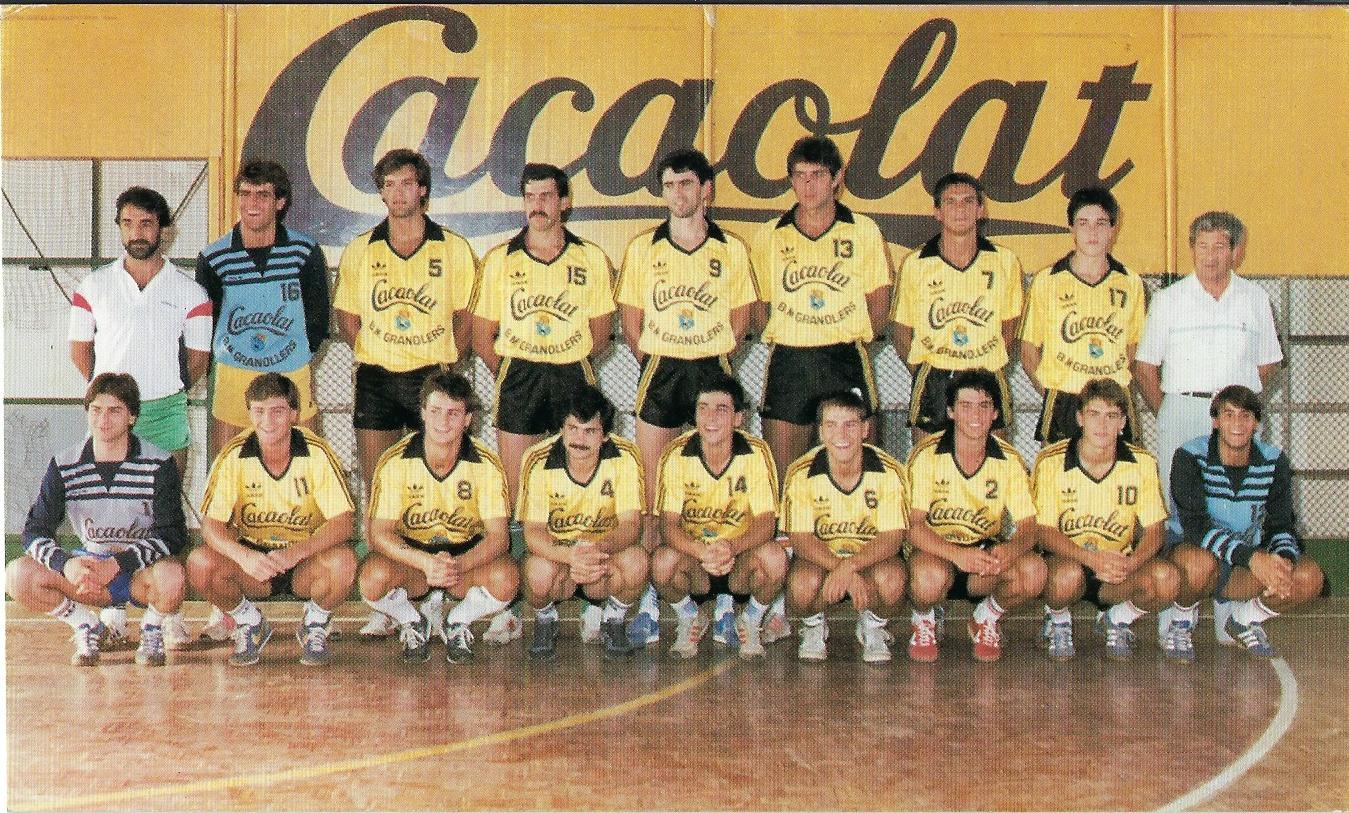
Club Balonmano Granollers. División de Honor.
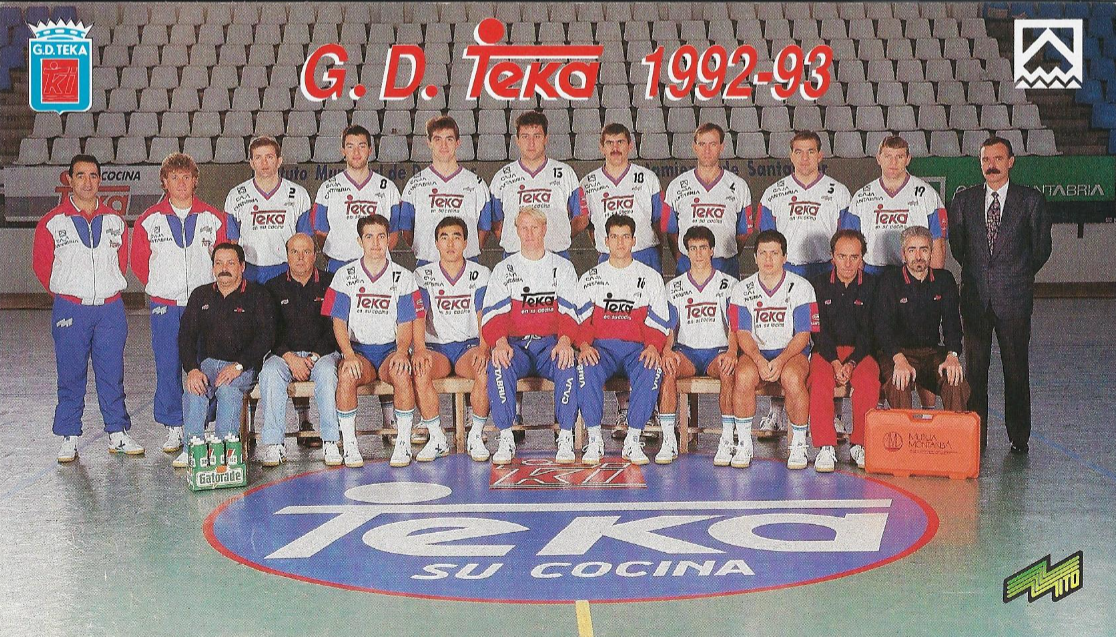
Club Deportivo Teka de Santander (1992 - 1993).

## Palmarés como entrenador

### Selecciones nacionales

#### Campeonato del Mundo B
- Medalla de oro en 1979 (con España).[2][18][29]

#### Juegos Mediterráneos
- Medalla de bronce en 1983 (con España).[63]

### Clubes

#### Títulos internacionales
- Copa de Europa: subcampeón 1991-1992 con el Grupo Deportivo Teka (Teka Santander).[64]
- 1 Copa EHF: campeón 1992-1993 con el Grupo Deportivo Teka (Teka Santander).[64]

#### Títulos nacionales
- Liga División de Honor Femenina: subcampeón 1979-1980 con el Balonmano Deportivo Castelldefels.[24]
- 1 Copa del Reina: 1979-1980 con el Balonmano Deportivo Castelldefels.[26]
- Copa del Rey: subcampeón 1987-1988 con el Club Balonmano Granollers.[2]
- 1 Copa ASOBAL: 1991-1992 con el Grupo Deportivo Teka (Teka Santander).[65]
- 1 Liga ASOBAL: 1992-1993 con el Grupo Deportivo Teka (Teka Santander).[18][19][20]
- 1 Supercopa de España: 1992-1993 con el Grupo Deportivo Teka (Teka Santander).[18][20][22][23]

#### Títulos regionales
- 2 Ligas catalanas: 1985-1986 y 1988-1989, en ambos casos con el Club Balonmano Granollers.[2][58]

## Premios, reconocimientos y distinciones
- Diploma Olímpico al lograr la quinta posición con el combinado español en los Juegos Olímpicos de Moscú (1980).[2][18][28]

- Insignia de Oro de la Real Federación Española de Balonmano (1989).

- Medalla e Insignia de Oro al Mérito Deportivo de la Real Federación Española de Balonmano (1993).[34]

- Medalla de Oro de la Diputación Provincial de Burgos (2002).[18]

- Pregonero de las Fiestas de Pedrosa de Río Úrbel (2012).[18]

- Medalla de Reconocimiento a la Trayectoria Deportiva de la Federación Catalana de Balonmano (2024).[26][66]

- Premio "Olímpicos de ayer" (2023), concedida en la Gala del Deporte Burgalés 2024.[67][68][69]

### Libros
- "Interpretación gráfica de las reglas de Juego” (1975). Coautor junto a Antón, J. Publicado por la RFEBM, Madrid. Depósito Legal: B-20971-75.
- "Iniciación al Balonmano" (1977). Coordinador de traducción del libro “Handball” de E.F.G.S. Jeunesse Sport. Depósito Legal: 31.173-B-79. I.S.B.N: 84-86826-22-5.
- "Seréis campeones: Guía de deportes olímpicos. Volumen 4" (1991). Fundación La Caixa, Barcelona.

### Traducciones
- "Balonmano: ejercicios para las fases del juego" (1982). Traducción del libro en rumano “Handball. Exercitii pentru fazale de joc” de Paul Cercel. Publicado por la RFEBM.

### Prólogos
- Prólogo para "Balonmano: Innovaciones y contribuciones para la evolución del juego (Volumen II)" (2015) de Antón, J.L. Olé Libros, Valencia. I.S.B.N.: 978-84-16063-45-1.
- Prólogo para "Balonmano: Innovaciones y contribuciones para la evolución del juego (Volumen VI)" (2023).

### Artículos y ponencias
- "Algunas consideraciones en relación al Campeonato Mundial Femenino celebrado en Holanda diciembre 71". Coautor: Antón, J., Durá, L., y Román, J.D. Publicado en la Comunicación Técnica nº 21 de la RFEBM, Madrid (1972).
- "La colaboración". Publicado en la Comunicación Técnica nº 156 de la RFEBM en agosto de 1998.
- "Consideraciones sobre el balonmano en la etapa juvenil". Coautor: López Ros, V., y Martínez, M. Publicado en la Comunicación Técnica nº 166 de la RFEBM.
- "Análisis de la defensa hombre-hombre en balonmano". Localización: Apunts: Medicina de l'esport, ISSN 0213-3717, ISSN-e 1886-6581, Vol. 20, Nº 80, 1983, págs. 271-276.
- "Nudos en la Escuela. Juegos de pistas con nudos". Coautores: González Carballude, J. y Cos Morera, F. Localización: Apunts: Educación física y deportes, ISSN-e 2014-0983, ISSN 1577-4015, Nº 56, 1999, págs. 87-91.
- "El juego como medio en la iniciación al balonmano". Localización: RED: Revista de entrenamiento deportivo = Journal of Sports Training, ISSN 1133-0619, Tomo 3, Nº. 1, 1989, págs. 31-36.